# Ličanka
A Ličanka (vagy Fužinarka) egy búvópatak Horvátországban, Gorski kotar területén.

## Leírása
A Ličanka két forrásból, a Rogozno (1066 m) és Petehovac (965 m) csúcsai alatt ered, Fužinarkaként átfolyik Fužine településen, és a Lič-mezőn, Lič falu közelében bukik a föld alá. A Vinodol területén Mali Dol falu közelében újra a felszínre tör, ezúttal Dubračina néven, majd a felszínen újabb 12 km-t tesz meg, és Cirkvenica központjában az Adriai-tengerbe ömlik. A Fužine közelében lévő gát megépítésével (1952) a Ličanka felső folyásán víztározóként alakították ki a Bajer-tavat, amely a HPP Vinodol vizierőművet látja el vízzel. A gáttól lefelé a patak áramlását 1998-ban részben szabályozták.